# József Rády
József Rády (n. 22 septembrie 1884, Szekszárd, Țările Coroanei Sfântului Ștefan, Austro-Ungaria – d. 11 octombrie 1957, Balatonkenese, Veszprém, Ungaria) a fost un scrimer ce a reprezentat Ungaria, medaliat olimpic. A participat la 2 ediții ale Jocurilor Olimpice (1924, 1928) în care a câștigat o medalie de argint.